# 利古雷亞平寧山脈

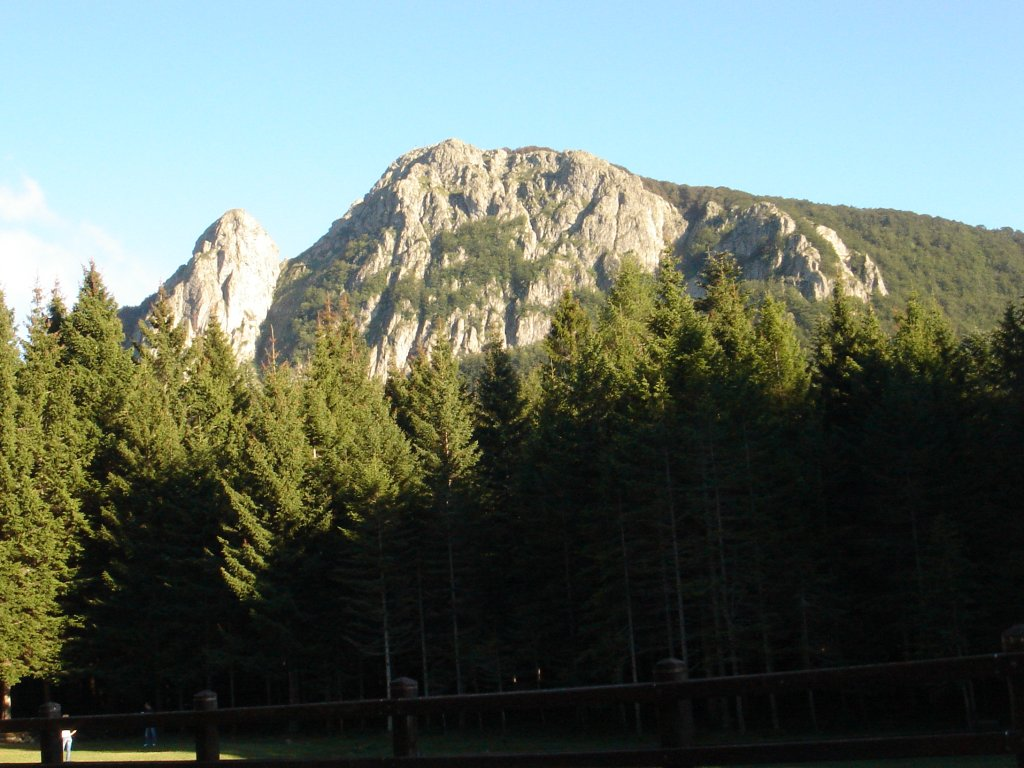

44°33′03″N 9°29′23″E / 44.550922°N 9.489639°E
利古雷亞平寧山脈（義大利語：Appennino ligure），是意大利的山脈，位於該國西北部，由皮埃蒙特大區和利古里亞大區接壤的邊界，最高點是海拔高度4,809米的馬焦拉斯卡山，每年平均降雨量1,573毫米。